# Tropilaelaps clareae
Espèce
Tropilaelaps clareae est un acarien parasite de l'abeille. Il touche notamment l'espèce Apis mellifera. Il a été décrit scientifiquement par Delfinado et Baker en 1962, et s'il est moins connu que ses cousins Acarapis woodi et Varroa destructor, il n'en est pas moins un grave danger pour les ruches.
C'est un parasite externe, qui peut se développer sur différentes espèces d'abeilles. L’hôte naturel de Tropilaelaps clarae est Apis dorsata. Il a toutefois été trouvé sur Apis cerana (hôte naturel de Varroa destructor), Apis florea, Apis mellifera et sur Apis laboriosa.
Sa répartition géographique est mal connue, mais celle de son hôte naturel va de l'Asie du Sud-Est à l'Inde. Ce parasite a été signalé sur Apis mellifera en Iran, en Afghanistan et en Afrique. C'est la raison pour laquelle une importation non contrôlée risque de répandre ce parasite, dans des communautés déjà mises à mal par d'autres facteurs, qu'ils soient d'ordre naturels (comme d'autres parasites) ou dus à l'action de l'homme (usage de pesticides).